# Чедомир Дуњић
Чедомир Дуњић (Мала Врбица, 23. фебруар 1881 — Мала Врбица, 30. август 1952) био је српски и југословенски артиљеријски официр, бригадни генерал Југословенске војске, учесник Балканских ратова, Првог светског рата и Априлског рата, носилац Карађорђеве звезде, Ордена белог орла и Албанске споменице.

## Биографија
Чедомир Дуњић је рођен 23. фебруара 1881. године у селу Мала Врбица код Младеновца. Завршио је Војну академију у Београду 1901. године. Као официр Српске војске је учествовао у Балканским ратовима и Првом светском рату. На Солунском фронту 1916. године је постављен за команданта Вардарског хаубичког дивизиона и на том положају остаје до краја рата, из кога излази у чину мајора.
Одмах након рата, учествовао је у сузбијању албанске побуне и сукоба на граници, као командант артиљерије Дебарског одреда Подримским трупа. За команданта артиљерије Вардарске дивизијске области је постављен 1924. године, а за команданта Осјечке дивизијске области 1930. године.
Пензионисан је у Скопљу 1932. године, у чину бригадног генерала Југословенске војске.
Реактивиран је и позван на вежбу уочи Априлског рата 1941. године. Заробљен је и одведен у заробљенички логор у Немачкој, где остаје до краја рата 1945. године. Из заробљеништва се вратио тешко болестан и преминуо 1952. године у родном селу.

## Одликовања
- Орден Карађорђеве звезде са мачевима IV реда
- Орден Белог орла
- Албанска споменица